# Geschlechterdemokratie

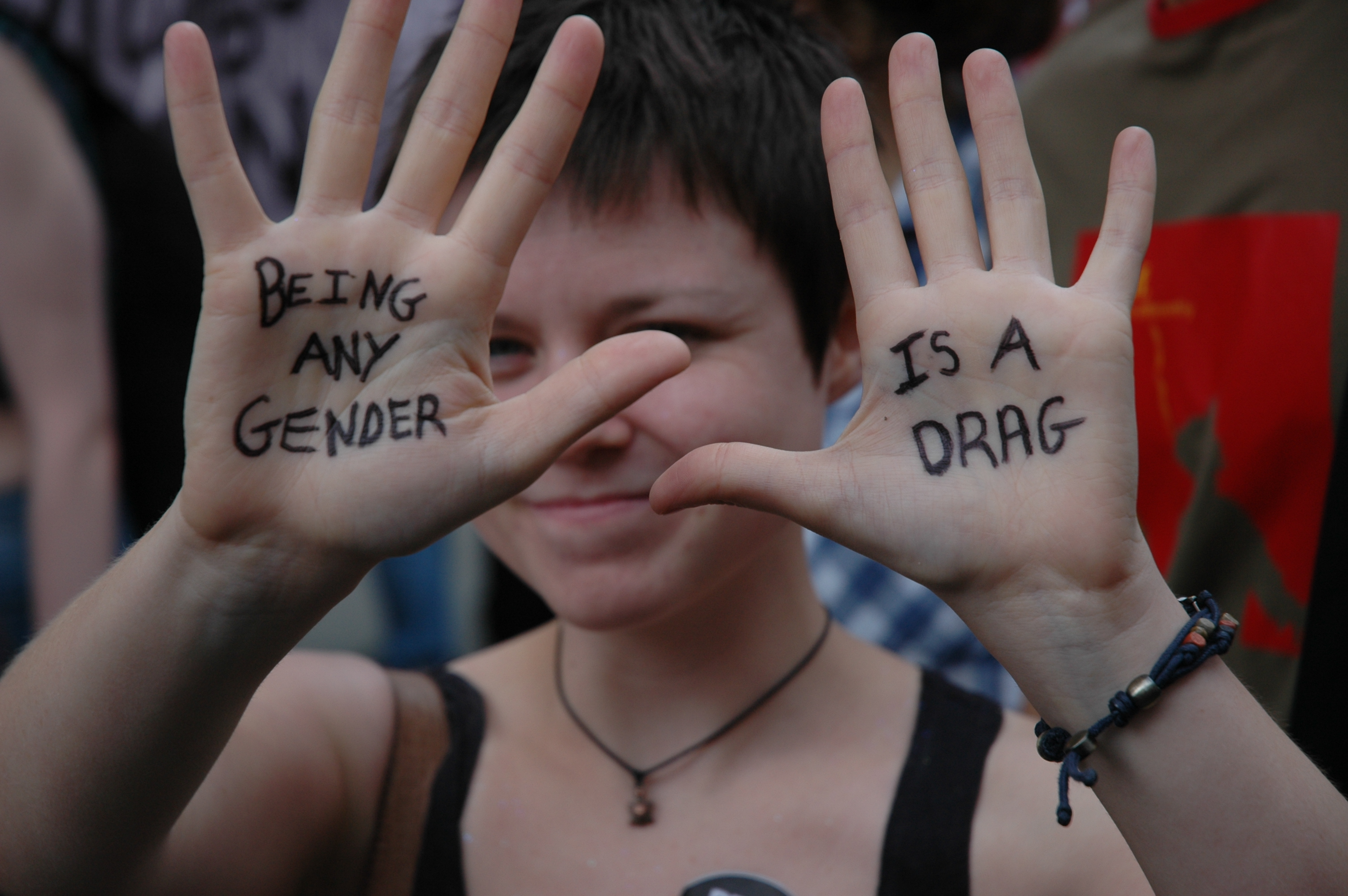
World Pride, London 2012

Geschlechterdemokratie ist ein strategischer Ansatz von Geschlechterpolitik. Er setzt darauf, dass sich nicht nur Frauen, sondern auch Männer und non-binäre Personen an der expliziten geschlechterpolitischen Ausgestaltung einer Gesellschaft, Organisation oder eines Unternehmens beteiligen. Er bezeichnet die Absicht, demokratische Verhältnisse unter den Geschlechtern herzustellen. Um dies zu erreichen, finden u. a. Gendertrainings statt, die das Bewusstsein für Ungleichheiten entwickeln und schärfen und Wege aufzeigen sollen, die Geschlechterverhältnisse zu demokratisieren. Der Begriff Geschlechterdemokratie wurde von der Berliner Soziologin Halina Bendkowski entwickelt und geprägt.
Der Ansatz der Geschlechterdemokratie kam in den 1990er Jahren zusammen mit dem Ansatz des Gender-Mainstreaming auf.

## Geschichte des Begriffs

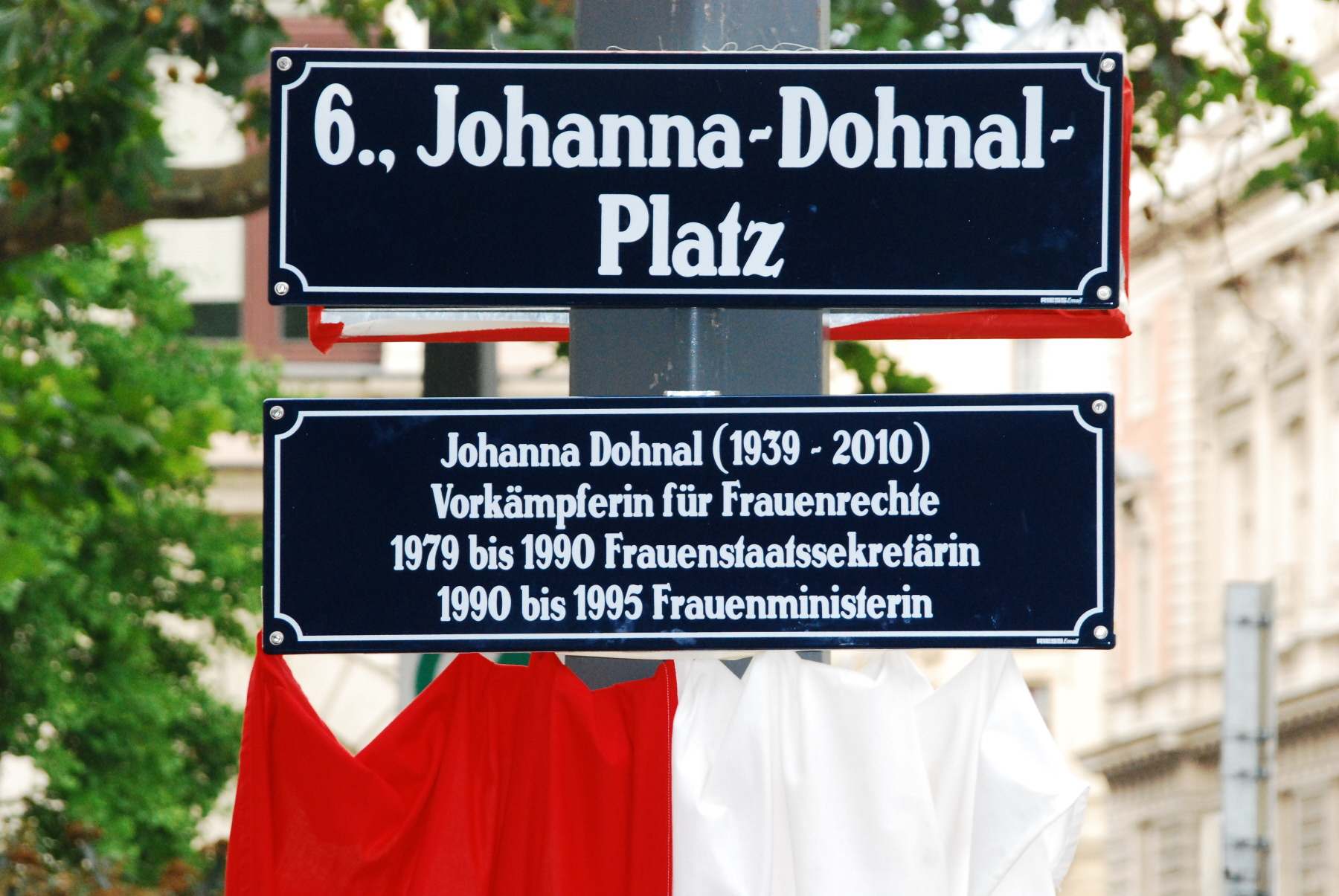
Johanna-Dohnal-Platz in Wien. In einer von Johanna Dohnal herausgegebenen Publikation erschien der Begriff „Geschlechterdemokratie“ 1993 erstmals in einem Buchtitel.

Halina Bendkowski zufolge entwickelte sie selbst den Begriff Anfang der 1990er Jahre, als sie „im Auftrag der österreichischen Frauenministerin Johanna Dohnal in den USA nach innovativen Projekten gegen häusliche Gewalt recherchierte“. Erstmals als Titel erschien der Begriff dann 1993 in einer Publikation der österreichischen Bundesministerin für Frauenangelegenheiten: „Test the West: Geschlechterdemokratie und Gewalt“.
Die Pioniere des geschlechterdemokratischen Ansatzes lehnten eine fixe Definition des Begriffs ab. So schrieb Bendkowski: „Sobald Begriffe lexikalisch erfasst und theorierecycelt sind, haben sie ihr vitales Leben schon meist hinter sich. Ja, auch Begriffe leben, besonders die, die für und in politischen Realauseinandersetzungen gewonnen worden sind.“ Gunda Werner, die 1999 Grundsätze für Geschlechterdemokratie in der Heinrich-Böll-Stiftung umriss, erklärte: „Die Geschlechterdemokratie hat weder fertige praktische noch theoretische Konzepte. Sie ist eine Suchbewegung nach neuen Orientierungen und Modellen.“ Dennoch lassen sich Eckpunkte dieser frühen Ansätze von Geschlechterdemokratie benennen:
- Geschlechterdemokratie ist ein normativer Begriff, d. h. eine absolute moralisch-ethische Forderung.
- Demokratische Prinzipien sollen nicht nur für die Sphäre der Politik, sondern auch für Arbeitswelt und Privatleben gelten.[7]

Anderenorts wird auf die nicht widerspruchslose Vielschichtigkeit des Prinzips verwiesen:

„Entstanden in der Anti-Gewalt-Debatte zielt [der Begriff Geschlechterdemokratie] auf einen Perspektivwechsel mit dem Ziel, Männer in ihren verschiedenen Positionen (...) stärker in die Verantwortung zu nehmen. In der Institutionen- und Organisationsdebatte wurde Geschlechterdemokratie vor allem als Alternative zur herkömmlichen Frauen- und Gleichstellungspolitik diskutiert. Als feministische Utopie erhält der Begriff v.a. eine Platzhalterfunktion für eine Vielzahl an feministischen Visionen.“

## Ziele und Ansätze
Ziel des geschlechterpolitischen Ansatzes der Geschlechterdemokratie ist es, Frauen und Männer gleichberechtigt an Politik, Wirtschaft und Gesellschaft teilnehmen zu lassen. Dazu sollen undemokratische Strukturen verändert und gewaltförmige Herrschaft abgebaut werden. „Demokratie“ hat hierbei einen erweiterten Sinn: Gleiche Rechte und Chancen für verschiedenartige Menschen werden anerkannt. Da es eine Vielzahl an geschlechtlichen Identitäten gibt, wird auch die Dichotomie Mann/Frau abgelehnt und gefordert, dass jeder Mensch, unabhängig vom Geschlecht, die Möglichkeit haben müsse, Lebensweg und Beziehungen selbstbestimmt und jenseits stereotyper Vorstellungen über „die“ Männer bzw. „die“ Frauen zu gestalten.
In der geschlechterdemokratischen Praxis werden von Männern entwickelte Strukturen und Inhalte der rechtsstaatlichen Demokratie untersucht und in geschlechtergerechte Systeme und Ausdrucksformen umgewandelt. In einer Quelle heißt es, das demokratische Repräsentationsprinzip und der Staat seien aufgrund der Trennung in eine öffentliche Sphäre (in der durch Diskurse Macht und Herrschaft durchgesetzt, aber auch kritisiert werden) und in eine private Sphäre (Hausarbeit) Garant für die bleibende geschlechtliche Trennung. Diese gelte es zu überwinden, indem eine geschlechtergerechte Partizipation, Artikulation und Präsentation entwickelt wird. Im Gegensatz zu der Praxis von Gender-Mainstreaming wird hierfür auch der Zugang zu adäquaten Ressourcen berücksichtigt sowie die Struktur des Staates selbst hinterfragt.
Ein wesentliches Mittel, um Geschlechterdemokratie umzusetzen, sind sogenannte Gendertrainings, bei denen u. a. Rollenvorstellungen hinterfragt werden, der gesellschaftliche Rahmen analysiert wird und Ansätze dafür entstehen sollen, wie in Organisationen eine größere Geschlechtergerechtigkeit hergestellt werden kann.

## Geschlechterdemokratie in Organisationen
Einige Beispiele für Organisationen, in denen Geschlechterdemokratie institutionell verankert ist:
- In der Satzung der Heinrich-Böll-Stiftung ist Geschlechterdemokratie als Gemeinschaftsaufgabe definiert.[11]
- In der Satzung der Gewerkschaft ver.di ist die „Verwirklichung der Geschlechterdemokratie“ als Ziel festgelegt.[12]
- In der Satzung der Gewerkschaft Erziehung und Wissenschaft (GEW) ist der „Ausbau der Geschlechterdemokratie“ als einer der Zwecke und Aufgaben der Organisation definiert.[13]
- In der Bundessatzung der Partei Die Linke trägt der § 10 den Titel „Geschlechterdemokratie“.[14]
- Die Katholische junge Gemeinde (KjG) identifiziert sich seit 2015 mit den Zielen einer Geschlechterdemokratie.[15]